# 1250-е годы
1250-е (ты́сяча две́сти пятидеся́тые) го́ды по юлианскому календарю — промежуток времени с 1 января 1250 года по 31 декабря 1259 года, включающий 1250 год 5-го десятилетия   и с 1251 по 1259 годы    6-го десятилетия XIII века 2-го тысячелетия.  Они закончились 766 лет назад.

## Важнейшие события
- Седьмой крестовый поход[1] (1248—1250/1254), направленный против египетских Айюбидов. Битва при Эль-Мансуре (1250), армия крестоносцев разбита, король Людовик IX и сотни рыцарей оказались в плену.
- Мамлюкский султанат (1250—1517).
- Ближневосточный поход монгольской армии (1256—1260; Хулагу). Битва за Багдад (1258). Разгром иранских исмаилитов-низаритов, Багдадского халифата и айюбидов Сирии. Государство Хулагуидов (1256—1335).

## Культура
- 1253—1255 — путешествие Гийома де Рубрука в Монголию.
- 1257 — Основание Сорбонского коллежа в Париже.
- 1256 — первое упоминание о Львове, основанном королём Даниилом Галицким.